# Alonsotegiko Ezkerra
Alonsotegiko Ezkerra (en castellano Izquierda de Alonsótegui) es un partido político español de ámbito local del municipio de Alonsótegui en Vizcaya (España). Se define como un partido local independiente y de izquierdas.
Fue fundado en 1995, e inscrito en el registro del Ministerio del Interior en febrero de dicho año. Desde entonces ha participado en cinco elecciones municipales (1995, 1999, 2003, 2007 y 2011). En 1995 obtuvo un concejal, en 1999 dos, en 2003 dos de nuevo, siendo la segunda fuerza política del consistorio, mientras que en las de 2007 y 2011 obtuvo un único concejal.